# NGC 1901
NGC 1901 là một cụm sao mở trong Chòm sao Kiếm Ngư. Nó có một giữa sáng và có một chút nhiều, với các ngôi sao từ 7 độ trở xuống. Vật thể thiên thể được phát hiện vào ngày 30 tháng 12 năm 1836 bởi nhà thiên văn học người Anh John Herschel. Cụm này có dân cư thưa thớt với dữ liệu GAIA cho thấy số lượng thành viên khoảng 80 sao.  Nó được coi là không có khả năng nó sẽ sống sót sau lần đi qua máy bay thiên hà của Ngân Hà, trong khoảng 18 triệu năm nữa.